# Gonçalo Anes de Berredo
Gonçalo Anes de Berredo (morreu antes de 1329  ), também  conhecido como Gonçalo Anes de Briteiros, foi um nobre e rico-homem do Reino de Portugal, filho de João Mendes de Briteiros e de Urraca Afonso, filha natural do rei D. Afonso III e da nobre moçárabe Madragana Ben Aloandro.

## Esboço biográfico
Foi senhor da casa de seu pai assim como das terras de Berredo. Aparece pela primeira vez na Cúria Régia em 1315 confirmando uma doaçao de seu tio, o rei  Dinis I, de quem possivelmente foi conselheiro em 1320, e foi um dos ricos-homens que presou juramente de fidelidade em 1323 ao infante, o futuro rei Afonso IV. Morreu antes de 1329 quando a seu viúva aparece com os quatro filhos, "todos referidos no grupo dos ricos-hoens naturais da igreja de Vilar de Porcos".

## Matrimónio e descendência
Casou antes de 1317 com Sancha Peres de Gusmão, filha de Pedro Nunes de Gusmão e de Inês Fernandes de Lima,[a] de quem teve:[b]
- Maria Gonçalves de Berredo, casou com Rui Vasques Pereira,[4][5] senhor de Castelo de Paiva e Baltar.